# Méché
Méché est un village de la Région de l'Extrême-Nord du Cameroun. Situé dans le canton de Podoko sud, il dépend de la commune de Mora et du département du Mayo-Sava.

## Situation géographique
Méché est localisé dans la plaine de Mora à 11° 0' 11" latitude Nord et 14° 5' 6" longitude Est. Le village est à environ 7 km de Mora et à 18 km environ de Kolofata. 

## Population
Le recensement de 2005 dénombre 344 habitants à Méché.